# Port lotniczy Hamburg
Port lotniczy Hamburg, Hamburg Airport, Hamburg Airport Helmut Schmidt (hist. Port lotniczy Hamburg-Fuhlsbüttel) – międzynarodowy port lotniczy w Niemczech, położony około 8 km na północny zachód od centrum Hamburga, w dzielnicy Fuhlsbüttel. Uroczyste otwarcie portu miało miejsce w 1912. W 2007 obsłużył ponad 12,7 mln pasażerów.

## Dane
- oficjalna nazwa: Flughafen Hamburg lub Hamburg Airport
- IATA-Code: HAM
- ICAO-Code: EDDH
- udziałowcy Flughafen Hamburg GmbH:
  - 51% Freie und Hansestadt Hamburg
  - 49% HAP Hamburg Airport Partners GmbH & Co KG (Hochtief Airport GmbH i Aer Rianta International plc.)
- powierzchnia: ca 570 ha
- pojemność pasażerów: 16 milionów
- linie lotnicze: 68
- pracowników na lotnisku: 1800
- inni pracownicy: 10 000

## Statystyka
| Rok  | Pasażerowie | Operacje lotnicze | Obroty (mln €) |
| ---- | ----------- | ----------------- | -------------- |
| 2007 | 12 780 000  | 173 499           | 234            |
| 2005 | 10 677 268  | 156 128           | 203            |
| 2004 | 9 893 854   | 151 500           | 199            |
| 2003 | 9 529 830   | 149 365           | 187            |
| 2002 | 8 946 505   | 150 271           | 184            |
| 2001 | 9 490 432   | 158 569           | 192            |
| 2000 | 9 949 269   | 164 932           | 198            |
| 1990 | 6 861 255   | 141 042           | –              |
| 1980 | 4 558 939   | 100 279           | –              |
| 1970 | 3 138 467   | 89 788            | –              |
| 1960 | 935 213     | 53 951            | –              |

## Linie lotnicze i połączenia
| Linia lotnicza        | Kierunek |
| --------------------- | --- |
| Aegean Airlines       | 1. Ateny 2. Saloniki |
| Aer Lingus            | 1. Dublin |
| airBaltic             | 1. Ryga Sezonowo: 1. Wilno |
| Air Cairo             | 1. Hurghada |
| Air France            | 1. Paryż-Charles de Gaulle |
| Air Serbia            | 1. Belgrad |
| AJet                  | 1. Stambuł-Sabiha Gökçen Sezonowo: 1. Ankara 2. Antalya |
| Austrian Airlines     | 1. Wiedeń Sezonowo: 1. Klagenfurt |
| British Airways       | 1. Londyn-Heathrow |
| Brussels Airlines     | 1. Bruksela |
| Condor                | 1. Frankfurt 2. Fuerteventura 3. Madera 4. Gran Canaria 5. Hurghada 6. Lanzarote 7. La Palma 8. Palma de Mallorca 9. Teneryfa-Południe Sezonowo: 1. Agadir 2. Antalya 3. Korfu 4. Heraklion 5. Jerez 6. Kos 7. Malaga 8. Rodos 9. Samos Sezonowe czartery: 1. / Prisztina (od 16 grudnia 2023) |
| Corendon Airlines     | 1. Antalya Sezonowo: 1. Izmir |
| DAT                   | 1. Saarbrücken |
| easyJet               | 1. / Bazylea 2. Edynburg 3. Londyn-Gatwick 4. Manchester |
| Emirates              | 1. Dubaj |
| European Air Charter  | Sezonowe czartery: 1. Burgas 2. Warna |
| Eurowings             | 1. Barcelona 2. Budapeszt 3. Kolonia/Bonn 4. Düsseldorf 5. Fuerteventura 6. Graz 7. Londyn-Heathrow 8. Mediolan-Malpensa 9. Monachium 10. Nicea 11. Oslo-Gardermoen 12. Palma de Mallorca 13. Paryż-Charles de Gaulle 14. Rzym-Fiumicino 15. Salzburg 16. Sztokholm-Arlanda 17. Stuttgart 18. Wiedeń 19. Zurych Sezonowo: 1. Adana 2. Alicante 3. Bari 4. Bilbao 5. Burgas 6. Katania 7. Chania 8. Korfu 9. Dubrownik 10. Faro 11. Göteborg 12. Gran Canaria 13. Heraklion 14. Ibiza 15. Innsbruck 16. Kayseri 17. Kos 18. Lanzarote 19. La Palma 20. Larnaka 21. Lizbona 22. Malaga 23. Malta 24. Mykonos 25. Nador 26. Neapol 27. Olbia 28. Porto 29. Reykjavík-Keflavík 30. Rodos 31. Rijeka 32. Split 33. Teneryfa-Południe 34. Saloniki 35. Tromsø 36. Tunis 37. Walencja 38. Warna 39. Wenecja 40. Werona 41. Zadar |
| Finnair               | 1. Helsinki |
| Freebird Airlines     | Sezonowo: 1. Antalya |
| Iberia                | 1. Madryt |
| Icelandair            | Sezonowo: 1. Reykjavík-Keflavík |
| ITA Airways           | Sezonowo: 1. Mediolan-Linate |
| KLM                   | 1. Amsterdam |
| LOT                   | 1. Warszawa-Chopin |
| Lufthansa             | 1. Frankfurt 2. Monachium |
| Luxair                | 1. Luksemburg |
| Marabu                | Sezonowo: 1. Chania 2. Korfu 3. Faro 4. Gran Canaria 5. Heraklion 6. Hurghada 7. Kos 8. Malaga 9. Preweza 10. Rodos 11. Zakintos |
| Neos                  | Sezonowo: 1. Mediolan-Malpensa |
| Norwegian Air Shuttle | 1. Oslo-Gardermoen |
| Pegasus Airlines      | 1. Ankara 2. Stambuł-Sabiha Gökçen Sezonowo: 1. Antalya |
| PLAY                  | Sezonowo: 1. Reykjavík-Keflavík |
| Ryanair               | 1. Alicante 2. Mediolan-Bergamo 3. Dublin 4. Edynburg 5. Gdańsk 6. Londyn-Stansted 7. Malaga 8. Palma de Mallorca 9. Porto Sezonowo: 1. Walencja 2. Zadar |
| SAS                   | 1. Kopenhaga 2. Sztokholm-Arlanda Sezonowo: 1. Oslo-Gardermoen |
| Sky Alps              | 1. Bolzano |
| Southwind Airlines    | Sezonowe czartery: 1. Antalya |
| SunExpress            | 1. Antalya 2. Izmir Sezonowo: 1. Ankara 2. Dalaman |
| SWISS                 | 1. Zurych Sezonowo: 1. Genewa |
| Sylt Air              | Sezonowo: 1. Sylt |
| TAP Portugal          | 1. Lizbona |
| Tunisair              | 1. Monastyr |
| Turkish Airlines      | 1. Stambuł Sezonowo: 1. Adana 2. Gaziantep 3. Kayseri 4. Giresun 5. Samsun |
| Volotea               | 1. Bordeaux 2. Florencja 3. Lyon |
| Vueling               | 1. Barcelona 2. Paryż-Orly Sezonowo: 1. Bilbao |
| Widerøe               | 1. Bergen |
| Wizz Air              | 1. Belgrad 2. Bukareszt 3. Katania 4. Gdańsk 5. Kutaisi 6. Skopje 7. Sofia 8. Tirana 9. Warna |